# Fossegrimen

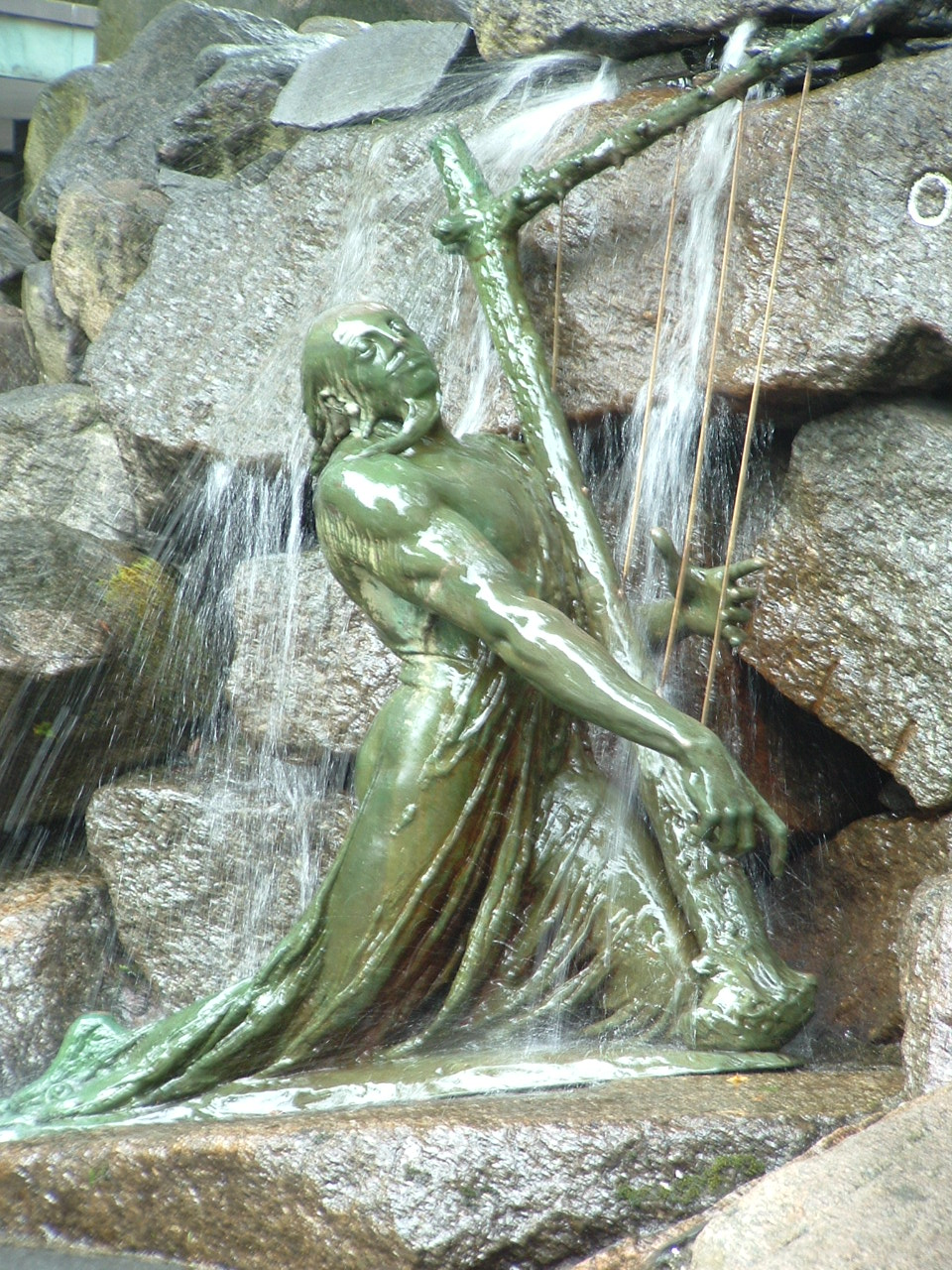
Fossegrimen suona un'arpa in una cascata sotto la statua al violinista Ole Bull a Bergen

Il Fossegrim, conosciuto anche semplicemente come il cupo (norvegese) o Strömkarlen (svedese), è uno spirito acquatico o troll nel folklore scandinavo. Il Fossegrim suona l'arpa o il violino, in particolare il violino Hardanger. Fossegrim è stato associato allo spirito del mulino (kvernknurr) ed è imparentato con lo spirito dell'acqua (nokken) ed è talvolta chiamato anche näcken in Svezia. È associato ai corsi d'acqua (il nome svedese "Strömkarlen" significa "L'uomo del corso d'acqua") e in particolare ai corsi d'acqua a cascata (foss in norvegese) e alle corse dei mulini.

## Descrizione

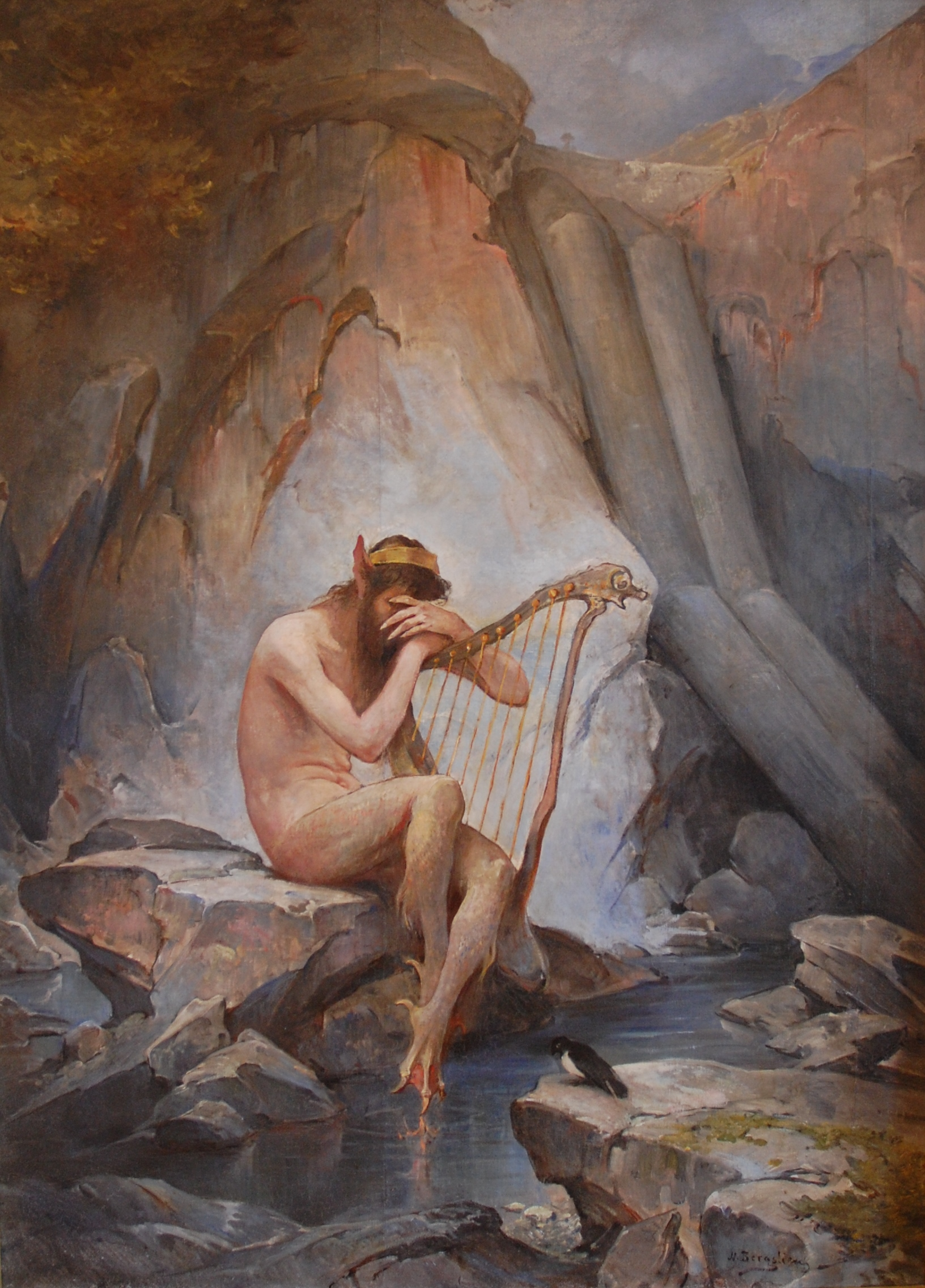
Fossegrimen di Nils Bergslien (1853-1928)

Fossegrim è descritto come un violinista di eccezionale talento: i suoni della foresta, del vento e dell'acqua suonano sulle sue corde. I Fossegrim possono essere indotti a insegnare l'abilità. Si dice che il canto dello strömkarl svedese abbia undici variazioni, l'ultima delle quali è riservata agli spiriti della notte perché quando viene suonata, "tavoli e panche, tazze e lattine, barbe grigie e nonne, ciechi e zoppi, persino bambini nella culla " inizierà a ballare.
Si dice che Fossegrim sia disposto a insegnare le sue abilità in cambio di un'offerta di cibo fatta un giovedì sera e in segreto: un capro bianco gettato con la testa rivolta dall'altra parte in una cascata che scorre verso nord, o montone affumicato (fenalår) rubato dal magazzino del vicino per quattro giovedì di seguito. Se non c'è abbastanza carne sull'osso, insegnerà al supplicante solo come accordare il violino. Se l'offerta è soddisfacente, prenderà la mano destra dell'allievo e farà scorrere le dita lungo le corde finché non sanguineranno tutte, dopodiché potrà suonare così bene che "gli alberi danzeranno e i torrenti nella loro caduta si fermeranno". 
Jacob Grimm cita una variante nella Chorographia Bahusiensis del XVIII secolo di Johan Ödman (1682-1749) secondo la quale allo Strömkarlen deve essere offerta la redenzione altrimenti romperà semplicemente il suo strumento e piangerà amaramente. Famosi violinisti che si diceva avessero imparato dai Fossegrim includono Torgeir Augundsson (1801-1872) noto come Myllarguten e Ole Bull (1810-1880) la cui statua nel centro di Bergen raffigura un fossegrim che suona la sua arpa sotto l'acqua che cade.

## Nella cultura popolare
- Dungeons & Dragons ha introdotto il fossegrim come mostro in Deities & Demigods (1980)
- Fossegrim è presente nel videogioco Dark Age of Camelot (2001)
- La band metal norvegese Kvelertak ha una canzone chiamata Fossegrim (2010)
- Fossegrim (Näcken) è presente nel videogioco Unforgiving: A Northern Hymn (2017).
- Fossegrim è presente nel gioco di carte digitale Mythgard (2019) come un raro servitore nella fazione Norden.
- Fossegrim è presente nel videogioco Röki (2020) in Fossegrim's Cavern.
- I Grims sono una classe di nemici simili a rane presenti nel videogioco God of War: Ragnarok (2022).
- Fossegrim viene incontrato dal protagonista nel videogioco Bramble: The Mountain King (2023).
- La figura del Fossegrim è centrale in una delle storie raccolte nell'antologia All Is Found (2023), basata sul mondo del franchise Disney Frozen.